# Chicken Shack

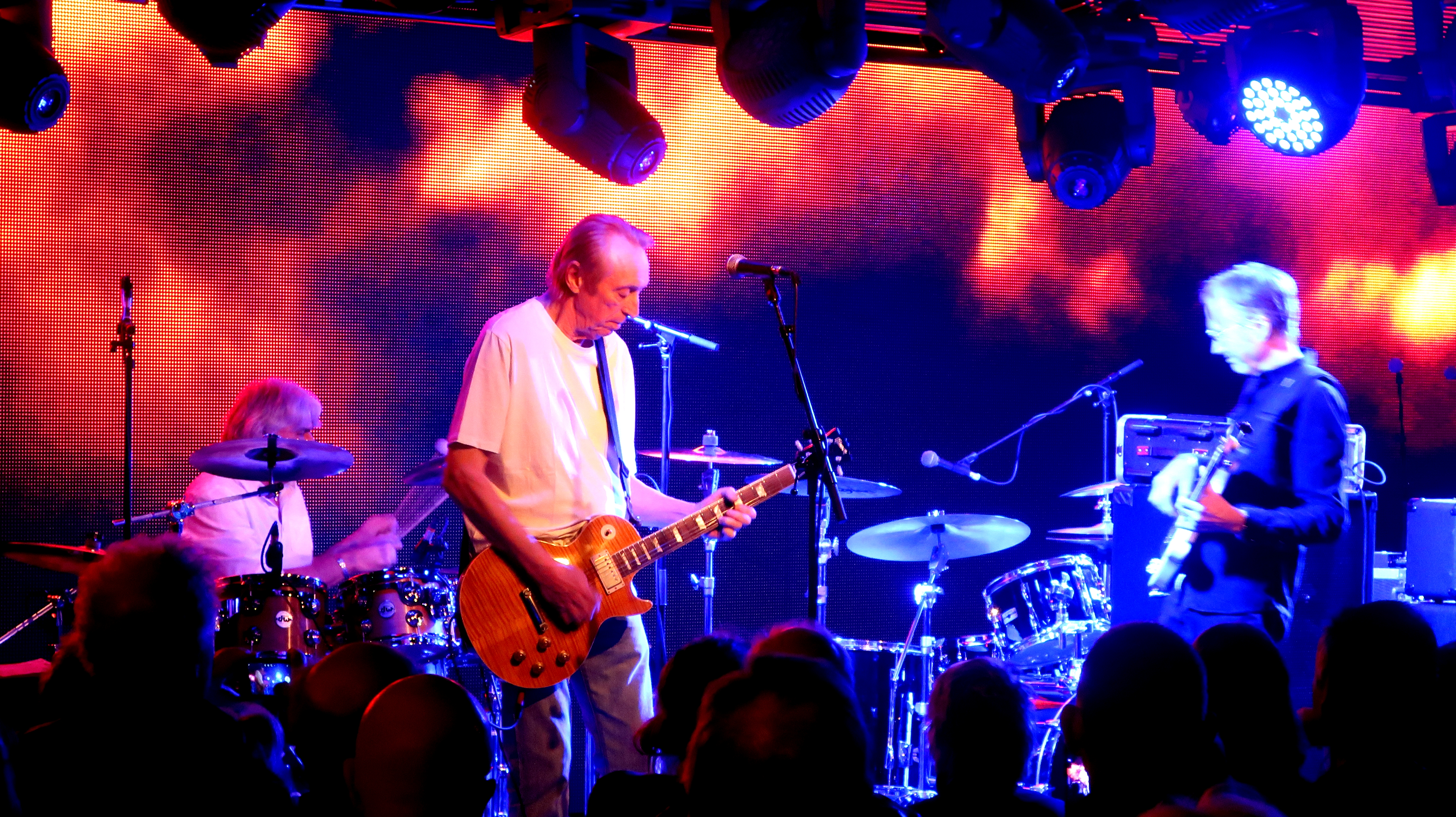
Chicken Shack (2019)

Stan Webb’s Chicken Shack ist eine britische bluesorientierte Rockband.

## Geschichte
Im Jahr 1965 gegründet, wechselte die Besetzung zunächst mehrfach. Bandmitglieder bei der Aufnahme des ersten Albums waren Stan Webb (Gitarre und Gesang), Andy Silvester (Bass), Dave Bidwell (Schlagzeug) und Christine Perfect (Piano und Gesang). Nach Konzerten im Hamburger Star-Club hatte die Gruppe, die vermutlich nach Willie Dixons Song „Chicken Shack“ benannt wurde, ihren ersten großen Auftritt auf dem National Jazz and Blues Festival (1967). In wechselnden Besetzungen und mit einigen Unterbrechungen ist Chicken Shack bis heute aktiv, nur Stan Webb gehört immer und seit Anfang an zur Band. Ihr größter Erfolg war 1969 die Single I’d Rather Go Blind mit Christine Perfect als Sängerin; sie heiratete John McVie von Fleetwood Mac, wechselte auch zu dieser Gruppe und so ist die Chicken-Shack-Aufnahme auch auf Fleetwood-Mac-Kompilationen zu finden. 
Bei seinen Konzerten begab Stan Webb sich oft mit einem bis zu 60 Meter langen Gitarrenkabel zwischen die Zuschauer.

## Diskografie

### Studioalben
- 1968: 40 Blue Fingers, Freshly Packed and Ready to Serve
- 1969: O.K. Ken?
- 1969: 100 Ton Chicken
- 1970: Accept
- 1972: Imagination Lady
- 1973: Unlucky Boy
- 1976: Goodbye
- 1976: Broken Glass – Broken Glass
- 1978: The Creeper – Stan Webb’s Chicken Shack
- 1978: That's the Way We Are – Stan Webb’s Chicken Shack
- 1980: In the Can (Kompilation)
- 1985: 39 Bars
- 1990: The Very Best of Chicken Shack
- 1991: Changes – Stan Webb’s Chicken Shack
- 1991: On Air (BBC Sessions)
- 1993: Plucking Good – Stan Webb’s Chicken Shack
- 1997: From the Vaults – Stan Webb’s Chicken Shack
- 1998: Archive – Stan Webb’s Chicken Shack
- 1998: Webb's Blues – Stan Webb’s Chicken Shack
- 1999: Black Night
- 2000: Webbed Feet (Kompilation)
- 2001: Webb
- 2002: Stan the Man (Kompilation)
- 2004: Stan Webb
- 2004: Going Up, Going Down - The Anthology 1968–2001
- 2006: Poor Boy – The Deram Years 1972–1974 – Stan Webb’s Chicken Shack
- 2006: Strange Situations: The Stan Webb & Chicken Shack Indigo Sessions – Stan Webb’s Chicken Shack
- 2007: Jersey Lightning (bis auf 2 Songs identisch mit Broken Glass)

### Konzertalben
- 1974: Goodbye Chicken Shack
- 1981: Roadies’ Concerto – Stan Webb’s Chicken Shack
- 1986: Eric Clapton and Stan Webb’s Chicken Shack
- 1988: 2. Blues Festival Bonn ’87 – Stan Webb’s Chicken Shack (3 Tracks)
- 1989: Simply Live – Stan Webb’s Chicken Shack
- 1995: Stan ‘The Man’ Live – Stan Webb's Chicken Shack
- 1996: The Private Collection Vol. 1 – Stan Webb’s Chicken Shack
- 2000: Poor Boy – In Concert 1973–1981 – Stan Webb’s Chicken Shack
- 2003: Still Live After All These Years
- 2006: I’d Rather Go Live

### Singles
- 1967: It's Okay with Me Baby / When My Left Eye Jumps
- 1968: Worried About My Woman / Six Nights in Seven
- 1968: When the Train Comes Back / Hey Baby
- 1969: I’d Rather Go Blind / Night Life
- 1969: Tears in the Wind / Things You Put Me Through
- 1970: Sad Clown / Tired Eyes (Blue Horizon 57-3176)
- 1970: Maudie / Andalusian Blues (Blue Horizon 573 168)
- 1971: The Loser / Telling Your Fortune (Deram 369)
- 1972: Poor Boy / Daughter of the Hillside (Deram 352)
- 1973: Unlucky Boy / As Time Goes Passing By